# تپه خورشیدآباد
تپه خورشیدآباد مربوط به دوران‌های تاریخی پس از اسلام است و در شهرستان زرندیه، روستای خورشیدآباد واقع شده و این اثر در تاریخ ۲۵ اسفند ۱۳۸۰ با شمارهٔ ثبت ۵۶۱۶ به‌عنوان یکی از آثار ملی ایران به ثبت رسیده است.